# Francis Macnaghten
Sir Francis Workman-Macnaghten, 1. Baronet (* August 1763; † 22. November 1843), bis 1823 bekannt als Francis Macnaghten war Richter am Obersten Gerichtshof in Madras und Bengalen und zweiter Chief des Clans MacNaughton.

## Leben
Francis Macnaghten war der Spross einer schottischen Familie, die sich in der irischen Grafschaft Antrim niedergelassen hatte. Sein Vater Edmund Macnaghten (* 1680) hatte, da seine erste Ehe kinderlos geblieben war, 1761 – in hohem Alter – noch einmal geheiratet. Aus dieser Ehe gingen zwei Söhne hervor. Der ältere, Edmund Alexander MacNaghten, ging in die Politik und saß für Antrim im Parlament, der jüngere, Francis, wurde Jurist in Indien.
1809 wurde Francis Macnaghten Richter (Puisne Judge) am obersten Gerichtshof in Madras und zum Knight Bachelor geschlagen. 1815 wurde er an den obersten Gerichtshof in Kalkutta, Bengalen, versetzt. 1823 nahm er offiziell den zusätzlichen Nachnamen Workman und deren Wappen an. 1825 trat er in den Ruhestand. Nach dem Tod seines älteren Bruders 1832 folgte er diesem als Clanchief und wurde am 16. Juli 1836 zum Baronet, of Bushmills House in the County of Antrim and Mahan in the County of Armagh, erhoben.
Aus der Ehe mit Letitia Dunkin gingen sechs Söhne und fünf Töchter hervor. Der zweite Sohn, Sir William Macnaghten, wurde im Dezember 1841 in Kabul getötet.